# Wood Green
Wood Green è un quartiere situato nell'area di North London, nel borgo londinese di Haringey, circa 10 chilometri a nord-est di Charing Cross.
Anticamente il nome completo era Tottenham Wood Green, essendo la zona niente meno che il parco di Tottenham. Nel 1896 tuttavia la zona, trasformatasi in un affollato centro residenziale a causa dell'intensa e rapida urbanizzazione dovuta all'industrializzazione, fu eretta a specifico comune col nome di Borgo municipale di Wood Green. Il municipio fu soppresso nel 1965, allorquando fu creato Haringey.

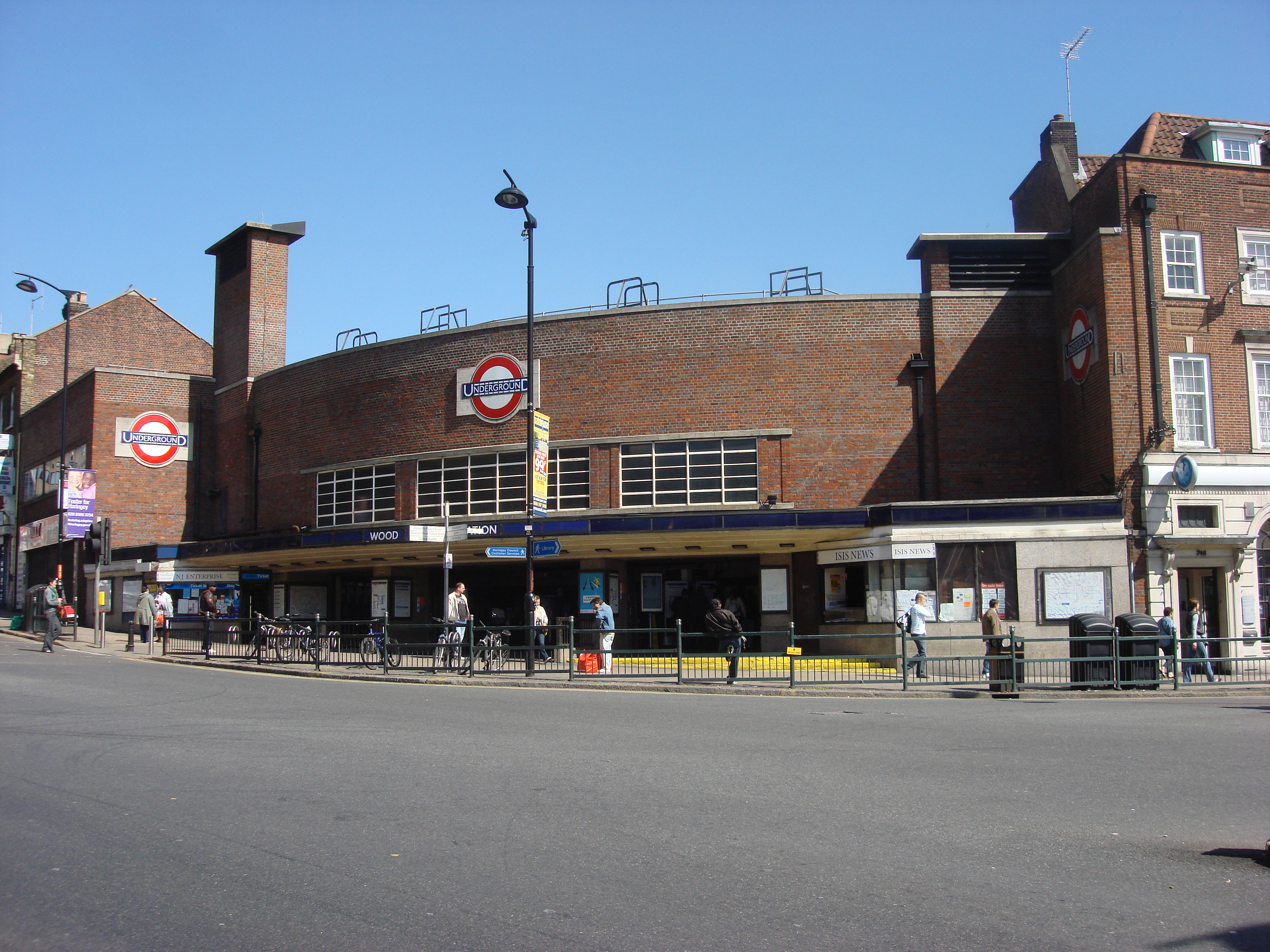
La fermata del metrò di Wood Green

La zona è servita da una fermata della metropolitana e dalla stazione ferroviaria di Alexandra Palace.